# Шарынгол
Шарынгол (до 1988 года по-русски именовался Шарын-Гол, монг. Шарынгол «желтая река») — город в аймаке Дархан-Уул на севере Монголии.
Расстояние до административного центра аймака — г. Дархан — 21 километр.

## История
Месторождение энергетических углей было открыто советскими геологами в 1930-х годах, однако решение о начале эксплуатации было принято лишь в 1958 году, когда дополнительная разведка показала перспективность месторождения. При экономической и технической помощи Советского Союза в 1958—1960 проводились вскрышные работы. Добыча угля началась в 1961 году, строительство угольного разреза началось в 1962 году, он заработал в 1965 году. К 1975 году добыча достигла 1,1 млн т., на следующем этапе в 1976—1980 годах мощность разреза выросла до 2,5 млн т. В 1980-х годах разрез давал самую большую добычу в своей истории. В начале 1990-х была прекращена советская поддержка, советские специалисты покинули страну. Добыча резко сократилась. К моменту приватизации предприятия в 2003 году оно производило лишь 600 тыс. т. в год. В 2010 году добыча составила ок. 1 млн т. Нынешние владельцы планируют вернуться к докризисному уровню добычи 2,5 млн т. к 2013 году.
Рабочий посёлок при угольном разрезе был официально создан согласно решению Великого Народного Хурала Монгольской Народной Республики 17 октября 1961 г. Городские права он получил уже в 1962 году. Город также сооружён при содействии Советского Союза, застроен пятиэтажными жилыми домами.